# Чемпіонат світу з академічного веслування 2023
Чемпіонат світу з академічного веслування 2023 відбувся з 3 по 10 вересня 2023 року в Белграді, Сербія. Змагання мають статус кваліфікаційних на Олімпійські ігри 2024 року.

## Медальний залік
*   Країна-господарка ( Сербія)
| Місце                | Країна               | Золото | Срібло | Бронза | Загалом |
| -------------------- | -------------------- | ------ | ------ | ------ | ------- |
| 1                    | Нідерланди           | 6      | 3      | 0      | 9       |
| 2                    | Велика Британія      | 6      | 1      | 2      | 9       |
| 3                    | Італія               | 3      | 4      | 1      | 8       |
| 4                    | Україна              | 3      | 0      | 1      | 4       |
| 5                    | Румунія              | 2      | 1      | 2      | 5       |
| 6                    | Швейцарія            | 2      | 1      | 0      | 3       |
| 7                    | Ірландія             | 2      | 0      | 2      | 4       |
| 8                    | Німеччина            | 1      | 2      | 2      | 5       |
| 9                    | Австралія            | 1      | 1      | 3      | 5       |
| 10                   | Норвегія             | 1      | 0      | 0      | 1       |
| 11                   | США                  | 0      | 5      | 2      | 7       |
| 12                   | Нова Зеландія        | 0      | 1      | 2      | 3       |
| 13                   | КНР                  | 0      | 1      | 1      | 2       |
| 13                   | Франція              | 0      | 1      | 1      | 2       |
| 15                   | Литва                | 0      | 1      | 0      | 1       |
| 15                   | Мексика              | 0      | 1      | 0      | 1       |
| 15                   | Угорщина             | 0      | 1      | 0      | 1       |
| 15                   | Хорватія             | 0      | 1      | 0      | 1       |
| 19                   | Польща               | 0      | 0      | 3      | 3       |
| 20                   | Молдова              | 0      | 0      | 1      | 1       |
| Загалом (20 збірних) | Загалом (20 збірних) | 27     | 25     | 23     | 75      |

## Результати

### Чоловіки
| Дистанція      | Золото | Золото        | Срібло | Срібло        | Бронза | Бронза           |
| Відкрита вага  | Відкрита вага | Відкрита вага | Відкрита вага | Відкрита вага | Відкрита вага | Відкрита вага    |
| -------------- | --- | ------------- | --- | ------------- | --- | ---------------- |
| Парні одиночки | Олівер Цайдлер Німеччина | 6:38.08       | Сімон ван Дорп Нідерланди | 6:39.26       | Том Макінтош Нова Зеландія | 6:40.33          |
| Парні двійки   | Нідерланди Мелвін Твеллар Стеф Брунінк                                                                                                   | 6:09.19       | Хорватія Мартін Сінкович Валент Сінкович | 6:12.44       | Ірландія Дейр Лінч Філіп Дойл | 6:13.41          |
| Парні четвірки | Нідерланди Леннарт ван Ліроп Фінн Флорейн Тоні Вітен Кун Метсемакерс                                                                     | 5:52.33       | Італія Ніколо Каруччі Андреа Паніцца Лука К'юменто Джакомо Джентілі                                                                                | 5:54.58       | Польща Домінік Чая Матеуш Біскуп Мірослав Зентарський Фабіан Баранський                                                                          | 5:55.02          |
| Двійки         | Швейцарія Роман Руслі Андрін Ґуліх | 6:51.09       | Велика Британія Олівер Вінне-Гріффіт Томас Джордж                                                                                                  | 6:53.46       | Ірландія Росс Корріген Нетан Тімоней | 6:54.22          |
| Четвірки       | Велика Британія Олівер Вілкс Девід Амблер Метт Олдрідж Фредді Девідсон                                                                   | 6:04.35       | США Джастін Бест Нік Мід Майкл Ґрейді Ліам Корріґан                                                                                                | 6:06.37       | Нова Зеландія Олівер Маклін Лоґан Ульріх Том Маррей Метт Макдоналд                                                                               | 6:08.44          |
| Вісімки        | Велика Британія Джейкоб Довсон Морґан Болдінґ Рорі Ґіббс Шолто Карнеґі Чарльз Елвз Томас Діґбі Джеймс Рудкін Томас Форд Гаррі Брайтмор c | 5:24.20       | Нідерланди Гуус Моллі Олав Моленар Ян ван дер Бей Гійом Кромменхук Сандер де Грааф Якоб ван де Керкгоф Ґертьян ван Дорн Мік Маккер Діувке Феттер c | 5:25.23       | Австралія Патрік Голт Джошуа Гікс Бен Канхем Тімоті Мастерс Джеймс Даніель Робертсон Джозеф О'Браєн Ангус Доусон Ангус Віддікомб Кендалл Броді c | 5:26.65          |
| Легка вага     | |               | |               | |                  |
| Парні одиночки | Андрі Струзіна Швейцарія | 7:42.41       | Нілс Торре Італія | 7:44.90       | Артур Миколайчевський Польща | 7:47.72          |
| Парні двійки   | Ірландія Фінтан Маккарті Пол О'Донован                                                                                                   | 6:32.09       | Швейцарія Ян Шобл Рафаель Агумада | 6:34.38       | Італія Стефано Оппо Габріель Соарес | 6:34.77          |
| Парні четвірки | Італія Лука Боргоново Ніколо Деміліані П'єтро Рута Маттео Тонеллі                                                                        | 6:29.42       | Німеччина Макс вон Бюлов Сімон Клуйтер Фабіо Кресс Йоахім Агне                                                                                     | 6:37.83       | Не нагороджували | Не нагороджували |
| Двійки         | Італія Франческо Барделлі Стефано Пінсоне                                                                                                | 7:34.82       | Угорщина Бенце Сабо Калман Фурко | 7:40.23       | Молдова Дімітрій Зінченко Нікіта Наумчіуч | 7:57.24          |

### Жінки
| Дистанція      | Золото | Золото        | Срібло | Срібло        | Бронза | Бронза           |
| Відкрита вага  | Відкрита вага | Відкрита вага | Відкрита вага | Відкрита вага | Відкрита вага | Відкрита вага    |
| -------------- | --- | ------------- | --- | ------------- | --- | ---------------- |
| Парні одиночки | Каролін Флорейн Нідерланди | 7:14.35       | Емма Твігг Нова Зеландія | 7:19.43       | Тара Рігні Австралія | 7:21.07          |
| Парні двійки   | Румунія Ніколета-Анкуца Боднар Сімона Радіш | 6:46.94       | Литва Доната Караліне Довіле Рімкуте | 6:50.34       | США Крістіна Вагнер Софія Вітас | 6:50.45          |
| Парні четвірки | Велика Британія Лорін Генрі Ганна Скотт Лола Андерсон Джорджина Брейшоу                                                                                      | 6:29.70       | Нідерланди Рос де Йонґ Тесса Дюллеманс Лайла Юссіфу Бенте Пауліс                                                                                | 6:30.37       | КНР Чень Юнься Чжан Лін Лю Ян Цуй Сяотун                                                                                                  | 6:35.05          |
| Двійки         | Нідерланди Їмк'є Клеверінґ Веронік Местер | 7:20.52       | Австралія Джессіка Моррісон Аннабель Макінтайр                                                                                                  | 7:22.90       | Румунія Йоана Вринчану Роксана Ангел | 7:24.33          |
| Четвірки       | Нідерланди Марлус Олденбурґ Гермейнтче Дрент Тінка Офферейнс Бенте Бонстра                                                                                   | 6:41.82       | Румунія Мадаліна Береш Марія Тіводаріу Марія-Магдалена Русу Амалія Береш                                                                        | 6:43.29       | Велика Британія Хейді Лонг Рован Маккеллар Гелен Гловер Ребекка Шортен                                                                    | 6:44.31          |
| Вісімки        | Румунія Марія-Магдалена Русу Роксана Ангел Адріана Адам Юліана Бухуш Мадаліна Береш Марія Тіводаріу Йоана Вринчану Амалія Береш Вікторія-Стефанія Петреану c | 6:01.28       | США Емелі Фройліх Маргарет Гейдман Джессіка Теннес Реджина Салмонс Аліна Хагстром Брук Муні Мері Мацціо-Мансон Шарлотта Бак Крістіна Кастанья c | 6:03.73       | Австралія Пейдж Барр Джорджі Глісон Олімпія Олдерсі Лілі Алтон-Тріггс Джорджина Роу Жаклін Свік Моллі Гудмен Бронвін Кокс Гейлі Вербунт c | 6:04.17          |
| Легка вага     | |               | |               | |                  |
| Парні одиночки | Сіобхан Маккроан Ірландія | 8:47.96       | Кенія Лечуга Мексика | 8:51.57       | Софія Льюїс США | 8:52.48          |
| Парні двійки   | Велика Британія Емілі Крейґ Імоджен Ґрант | 7:19.23       | США Мішель Зехсер Мері Джонс | 7:22.89       | Румунія Маріана-Лаура Думітру Йонела-Лівія Козмюк                                                                                         | 7:23.70          |
| Двійки         | Італія Серена Моссі Еліза Грісоні | 8:33.13       | Німеччина Луїз Мюнх Єва Гогофф | 8:40.64       | Не нагороджували | Не нагороджували |

### Паравеслування
| Дистанція                     | Золото                                                                                        | Золото   | Срібло                                                                     | Срібло           | Бронза                                                                  | Бронза           |
| ----------------------------- | --------------------------------------------------------------------------------------------- | -------- | -------------------------------------------------------------------------- | ---------------- | ----------------------------------------------------------------------- | ---------------- |
| PR1 парні одиночки — чоловіки | Роман Полянський Україна                                                                      | 8:59.60  | Джакомо Періні Італія                                                      | 9:04.40          | Бенджамін Прітчард Велика Британія                                      | 9:09.43          |
| PR2 парні одиночки — чоловіки | Корне де Конінг Нідерланди                                                                    | 9:48.32  | Джіан Філіппо Мірабіле Італія                                              | 10:08.88         | Пол Умбах Німеччина                                                     | 10:42.49         |
| PR3 двіки — чоловіки          | Україна Іван Куприйчук Андрій Сивих                                                           |          | Не нагороджували                                                           | Не нагороджували | Не нагороджували                                                        | Не нагороджували |
| PR1 парні одиночки — жінки    | Бірґіт Скарстейн Норвегія                                                                     | 10:05.91 | Наталі Бенуа Франція                                                       | 10:07.70         | Анна Шеремет Україна                                                    | 10:10.31         |
| PR2 парні одиночки — жінки    | Анна Айсанова Україна                                                                         | 12:03.39 | Не нагороджували                                                           | Не нагороджували | Не нагороджували                                                        | Не нагороджували |
| PR2 — змішані парні двійки    | Велика Британія Лорен Роулс Грегг Стівенсон                                                   | 8:45.67  | КНР Ліу Шуань Цзян Цзіцзянь                                                | 8:47.28          | Польща Йоланта Майка Міхал Гадовський                                   | 9:05.13          |
| PR3 — змішані парні двійки    | Австралія Ніккі Оєрс Джед Альсшвагер                                                          | 8:07.07  | США Гемма Волленшлегер Тодд Вогт                                           | 8:15.22          | Франція Елур Алберді Лорен Кадо                                         | 8:27.09          |
| PR3 — змішані четвірки        | Велика Британія Вранческа Аллен Морган Фісе-Нойс Гідре Ракаускайте Едвард Фуллер Ерін Кеннеді | 7:22.20  | США Скайлер Даль Сейдж Гарпер Алекс Флінн Бенджамін Вошберн Емелі Елдрахер | 7:25.01          | Німеччина Сюзанн Лакнер Ян Гельміг Марк Лембек Кетрін Маршанд Інга Тоне | 7:29.74          |

## Виступ української збірної
Чоловіки
| Спортсмен | Дисципліна               | Відбіркові заїзди | Відбіркові заїзди | Втішний заїзд | Втішний заїзд | Чвертьфінали | Чвертьфінали | Півфінали | Півфінали | Фінал   | Фінал  |
| Час | Місце                    | Час               | Місце             | Час           | Місце         | Час          | Місце        | Час       | Місце     |         |        |
| --- | ------------------------ | ----------------- | ----------------- | ------------- | ------------- | ------------ | ------------ | --------- | --------- | ------- | ------ |
| Олексій Селіванов Херсонська областьПавло Юрченко Дніпропетровська область                                                                              | Двійка парна             | 6:29.52           | 6 R               | 7:07.08       | 4 FE          | Н/Д          | Н/Д          | Н/Д       | Н/Д       | 6:59.05 | 3 (27) |
| Микола Калашник Дніпропетровська областьДмитро Гула Херсонська областьОлександр Надтока Дніпропетровська областьІван Довгодько Дніпропетровська область | Четвірка парна           | 6:04.57           | 2 Q               | Н/Д           | Н/Д           | Н/Д          | Н/Д          | 6:18.19   | 4 FB      | 5:58.49 | 6 (12) |
| Максим Боклаженко Херсонська областьМикола Мазур КиївСергій Гринь Київська областьОлег Кравченко Дніпропетровська область                               | Четвірка                 | 6:08.37           | 3 R               | 5:55.61       | 2 Q           | Н/Д          | Н/Д          | 6:40.81   | 5 FB      | 6:10.68 | 5 (11) |
| Ігор Хмара КиївСтаніслав Ковальов Київ | Двійка парна, легка вага | 6:27.67           | 3 Q               | Н/Д           | Н/Д           | 7:05.38      | 6 SF C/D     | 7:02.79   | 5 FD      | DNS     | DNS    |

Жінки
| Спортсмен | Дисципліна     | Відбіркові заїзди | Відбіркові заїзди | Втішний заїзд | Втішний заїзд | Чвертьфінали | Чвертьфінали | Півфінали | Півфінали | Фінал   | Фінал  |
| Час | Місце          | Час               | Місце             | Час           | Місце         | Час          | Місце        | Час       | Місце     |         |        |
| --- | -------------- | ----------------- | ----------------- | ------------- | ------------- | ------------ | ------------ | --------- | --------- | ------- | ------ |
| Діана Серебрянська Дніпропетровська область                                                                                 | Одиночка парна | 7:32.55           | 3 Q               | Н/Д           | Н/Д           | 7:05.38      | 6 SF C/D     | 8:33.58   | 5 FD      | 7:40.42 | 5 (23) |
| Дарина Верхогляд КиївНаталія Довгодько КиївАнастасія Коженкова Дніпропетровська областьКатерина Дудченко Херсонська область | Четвірка парна | 6:43.71           | 3 Q               | Н/Д           | Н/Д           | Н/Д          | Н/Д          | 7:13.65   | 4 FB      | 6:29.88 | 2 (8)  |